# Alchemilla pilosiplica
Alchemilla pilosiplica är en rosväxtart som beskrevs av Sergei Vasilievich Juzepczuk. Alchemilla pilosiplica ingår i släktet daggkåpor, och familjen rosväxter. Inga underarter finns listade i Catalogue of Life.